# Гарагонич, Иван Георгиевич
Иван Георгиевич Гарагонич (укр. Іван Георгійович Гарагонич; 12 апреля 1917, пос. Чинадиево, комитат Берег, Австро-Венгрия — 15 апреля 1993, Ужгород, Закарпатская область, Украина) — советский партийный и государственный деятель, председатель Закарпатского облисполкома (1955—1963).

## Биография
Родился в многодетной крестьянской семье. Учился в народной школе, Мукачевской городской школе, Мукачевской торговой академии.
С 1936 года — член Подкарпатского союза молодёжи. Член Подкарпатской краевой организации Коммунистической партии Чехословакии с 1937 года. В том же году принимал участие в антифашистском слёте молодёжи в Праге. С октября 1937 по март 1939 года проходил срочную службу в Чехословацкой армии.
В ночь на 7 мая 1940 года нелегально перешёл венгерско-советскую границу. Был приговорен к пяти годам исправительно-трудовых лагерей, работал табельщиком на шахтах Печоры. В 1942 году был освобождён и в декабре того же года поступил в чехословацкую воинскую часть, учился на офицерских курсах. Участник Второй мировой войны. С октября 1943 года — командир взвода противотанковой батареи танкового батальона 1-й отдельной чехословацкой пехотной бригады 1-го Украинского фронта. Награждён чехословацким военным крестом и советской медалью «За отвагу». Был ранен 30 декабря 1943 года в бою под деревней Руда, лечился в Москве и Гаграх.
С декабря 1944 года работал в Закарпатье. С января 1945 года — инструктор Центрального комитета Коммунистической партии Закарпатской Украины. В 1945—1947 годах — первый секретарь Мукачевского окружного комитета КПУ. Учился в Высшей партийной школе при ЦК КПУ в Киеве. До декабря 1950 года работал вторым секретарём Мукачевского окружного комитета партии, а затем — снова первым секретарем.
В 1952—1953 годах — второй секретарь Закарпатского областного комитета КП(б) У. В 1953—1955 годах руководил трестом «Закарпатлеспром».
В 1955—1963 годах — председатель исполнительного комитета Закарпатского областного совета.
С 1963 по 1981 год — председатель Закарпатского областного союза потребительской кооперации.
С 1981 года на пенсии.
Кандидатом в члены ЦК КПУ (1956—1966). Избирался депутатом Верховного Совета УССР 5-го созыва (1959—1963).

## Награды и звания
Награждён орденом Ленина (1957), медалью «За отвагу» (23 марта 1944), медалью «За победу над Германией».